# Demonax longissimus
Demonax longissimus là một loài bọ cánh cứng trong họ Cerambycidae.